# Dziewczyna z marzeniami
Dziewczyna z marzeniami (Whip It) – amerykański film z 2009r. w reżyserii Drew Barrymore. Obraz powstał na podstawie powieści Shauny Cross pt. Derby Girl (2007). Jest to filmowy debiut reżyserki aktorki. W filmie tytułową rolę zagrał Elliot Page, gdzie wcielił się w rolę Bliss Cavendar, małomiasteczkowej nastolatki, która wchodzi w szeregi zespołu roller derby, odkrytego przezeń w teksańskim Austin.

## Opis fabuły
Mama Bliss Cavendar (Ellen Page) wierzy, że jej córka jest znakomitą kandydatką na miss piękności. Bliss jest innego zdania - jej nieśmiałość zupełnie nie pasują do wizerunki miss. Bliss odkrywa, że w Austin drużyna roller derby prowadzi właśnie nabór. Po przyjęciu do drużyny Bliss ukrywa nowe hobby przed mamą. W trakcie jednego z wrotkarskich meczów Bliss poznaje muzyka, w którym się podkochuje.

## Obsada
- Elliot Page jako Bliss Cavendar (Babe Ruthless)
- Alia Shawkat jako Pash
- Marcia Gay Harden jako Brooke Cavendar
- Daniel Stern jako Earl Cavendar
- Carlo Alban jako Birdman
- Landon Pigg jako Oliver
- Jimmy Fallon jako MC (Johnny Rocket)
- Kristen Wiig jako Malice w Krainie Czarów
- Zoë Bell jako Bloody Holly
- Eve jako Rosa Sparks
- Drew Barrymore jako Smashley Simpson
- Andrew Wilson jako Razor
- Juliette Lewis jako Iron Maven
- Ari Graynor jako Eva Destruction
- Har Mar Superstar jako trener Jeff

## Produkcja
Drew Barrymore twierdzi, że zawsze chciała zająć się tworzeniem filmów. Aktorka przyznaje, że reżyseria była dla niej naturalnym krokiem naprzód. – Po prostu mogłam wykorzystać wszystko, czego nauczyłam się jako aktorka, w zupełnie inny sposób. Gdybym tego nie zrobiła, czułabym się jak bank, który nieustannie gromadzi pieniądze i do niczego ich nie wykorzystuje – mówi Barrymore.

## Recepcja
Przyjęcie filmu przez krytykę było generalnie pozytywne. Na podstawie 140 recenzji zebranych przez Rotten Tomatoes, obraz Dziewczyna z marzeniami zdobył ogólną aprobatę od 84% krytyków, przy średnim wyniku wynoszącym 7.1/10.